# Ратибор (замок)
Ратибор (нем. Schloss Ratibor) — замок в центре города Рот в области Средняя Франкония в Баварии. По своему типу относится к охотничьим замкам.

## История
Замок в 1535 году основал Георг дер Фромме, маркграф Бранденбург-Ансбахский.
Строительство велось семьёй Бранденбург-Ансбах в 1535–1551 годах. Оплата производилась в основном за счёт доходов от Верхнесилезского княжества Ополе-Ратибор. Название замка Ратибор как раз и происходит в память о силезском Ратиборе.
В 1791 году, после отречения последнего маркграфа Бранденбург-Ансбах, промышленник Иоганн Филипп Штибер приобрёл все строения и разместил в них мануфактуру по производству лионских кружев. С 1858 здесь размещался окружной суд.
С 1892 по 1916 год по заданию Вильгельма фон Штибера замок был реконструирован. К работам (в том числе в ходе реставрации Рыцарского зала) привлекались такие художники и архитекторы как Фердинанд Вагнер, Рудольф фон Зайтц, Фридрих Вандерер и Конрадин Вальтер. Здания было перестроено в стиле позднего Ренессанса. В церемониальном зале потолки были расписаны сценами из Одиссеи.
В 1942 году замок был передан в дар городу Роту. С тех пор он активно используется для муниципальных нужд. 
В 2006 и 2007 годах фасад и интерьер были полностью отремонтированы.

## Архитектура
Замок построен в стиле немецкого раннего ренессанса, но также имеет некоторые элементы поздней готики.

## Современное использование
В бывших королевских конюшнях размещены городская библиотека и зал заседаний городского совета. В главном здании находится городской архив. 
Летом двор используется для театрализованных представлений. В замке проводятся различные городские мероприятия, а также юбилеи, свадьбы и прочие праздники.

## Галерея

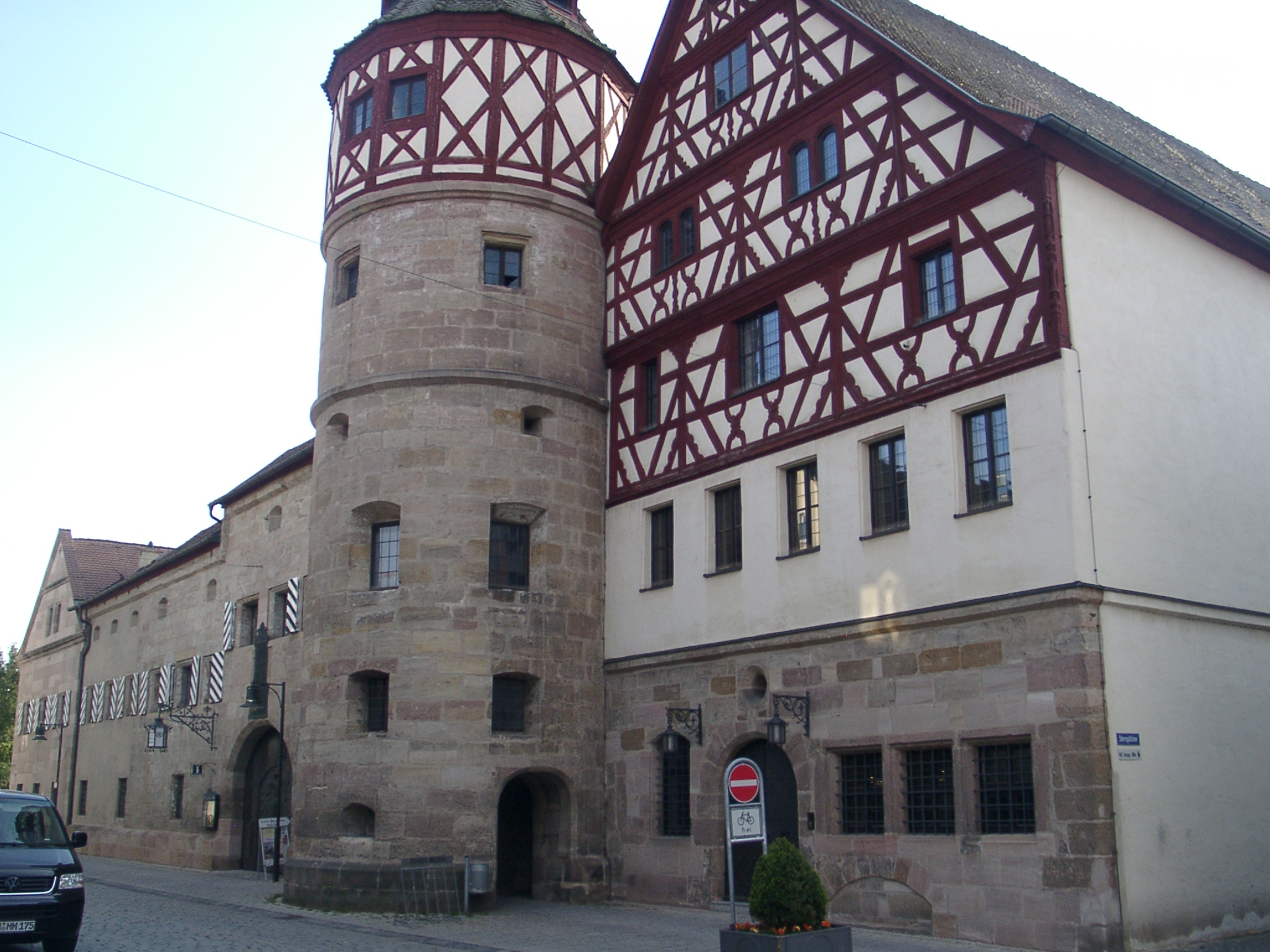
Вид замка из города Рот
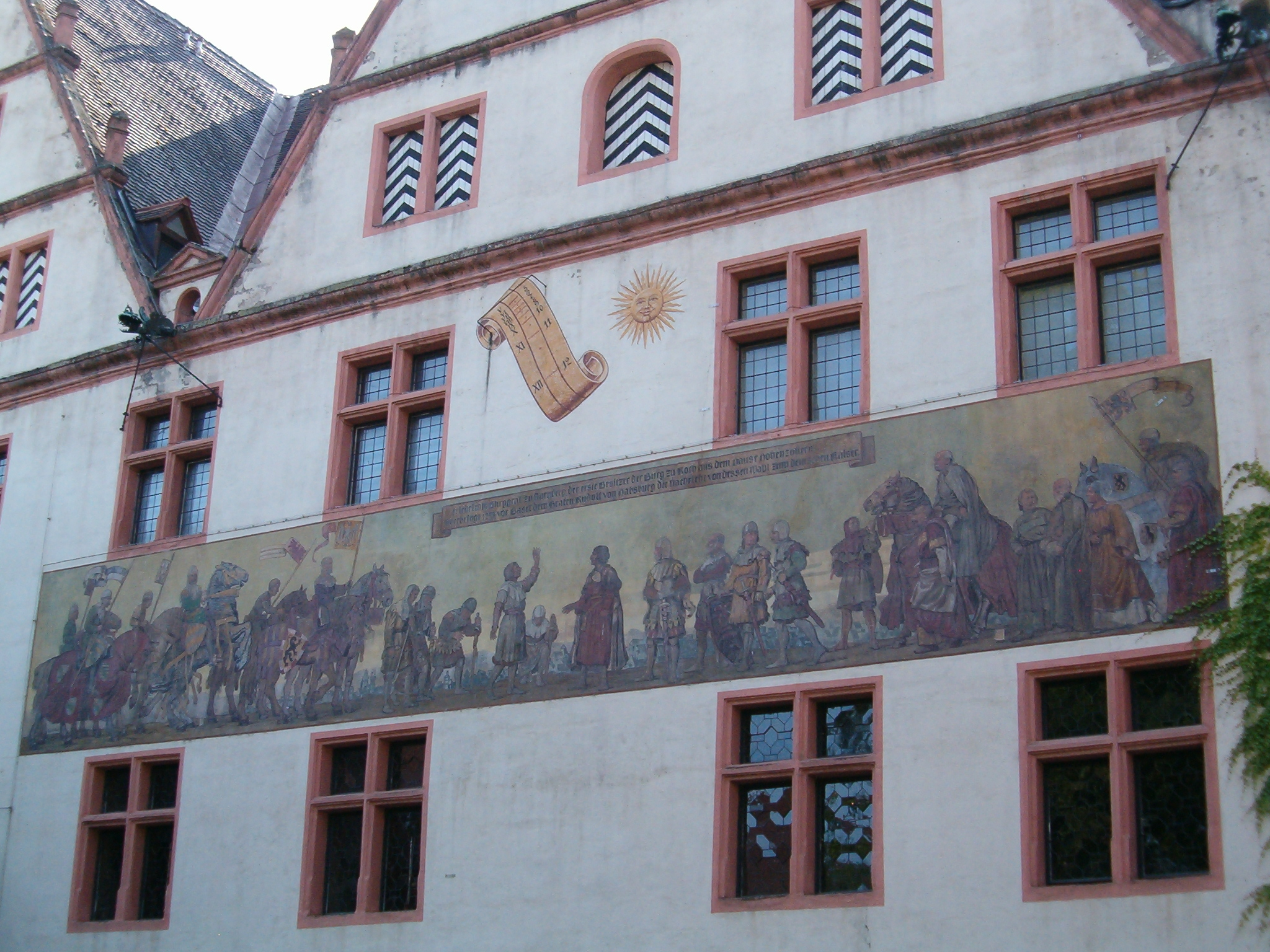
Внутренний двор замка с настенной росписью
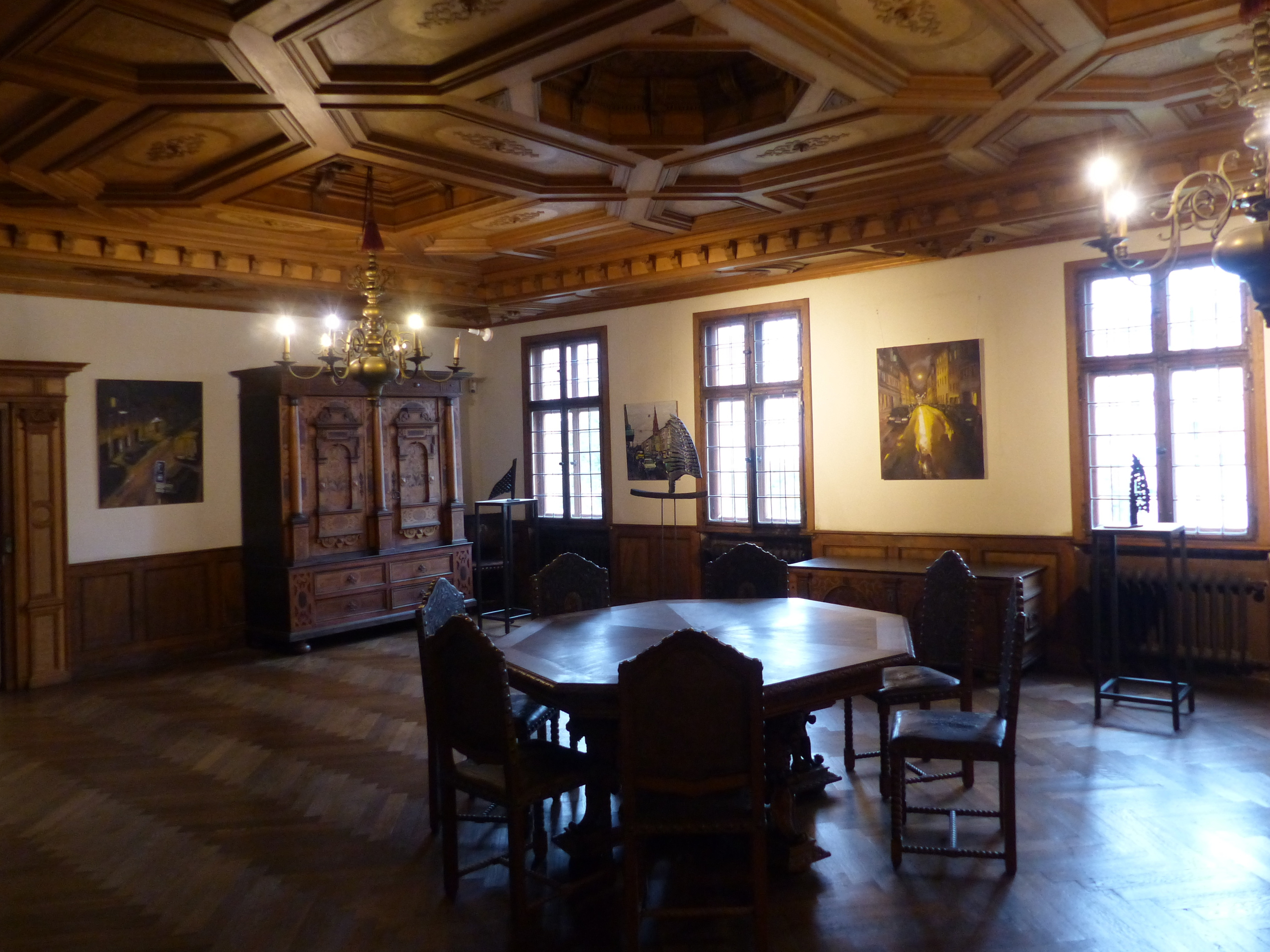
Интерьеры замка, Каминный зал
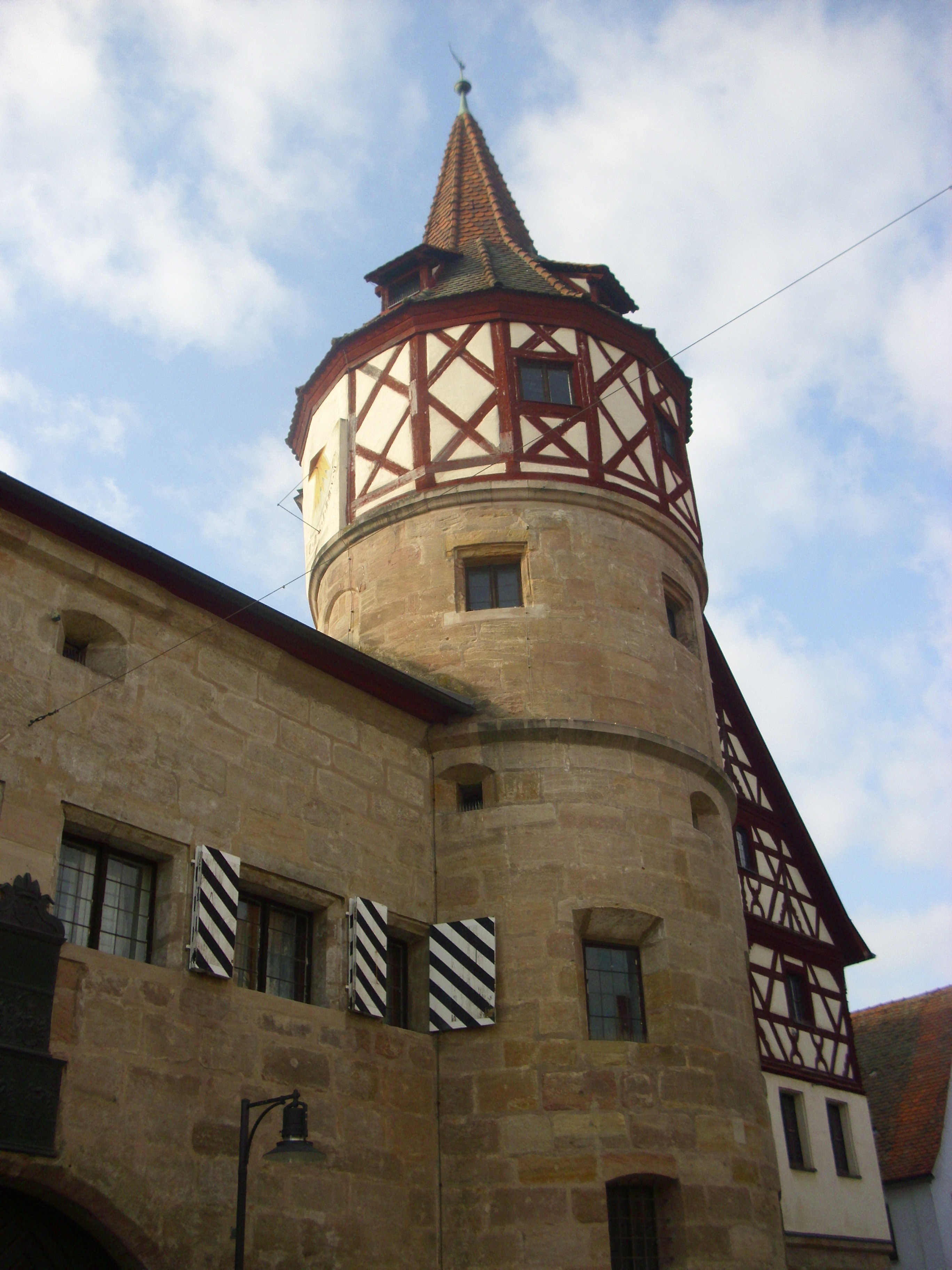
Замковая башня
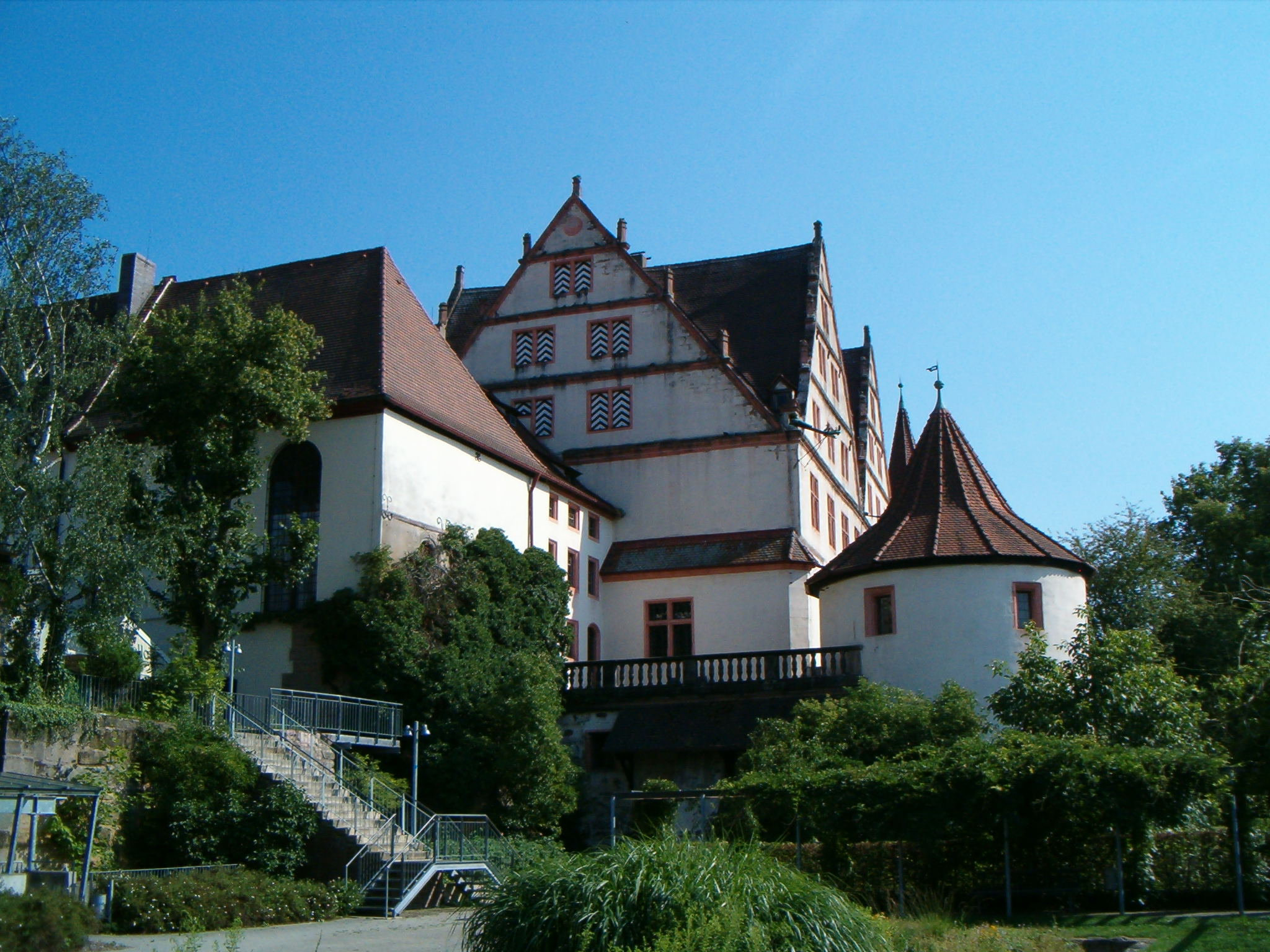
Вид замка с южной стороны